# Chlorogomphus xanthoptera
Chlorogomphus xanthoptera är en trollsländeart som först beskrevs av Fraser 1919.  Chlorogomphus xanthoptera ingår i släktet Chlorogomphus och familjen kungstrollsländor. IUCN kategoriserar arten globalt som sårbar. Inga underarter finns listade i Catalogue of Life.